# Escardes
Escardes település Franciaországban, Marne megyében. Lakosainak száma 64 fő (2022. január 1.). Escardes Esternay, Bouchy-Saint-Genest, Châtillon-sur-Morin, Courgivaux, Les Essarts-le-Vicomte és Saint-Bon községekkel határos.

## Népesség
A település népességének változása:
| Lakosok száma | 101  | 62   | 76   | 81   | 86   | 94   | 78   | 69   | 66   | 64   |
|               | 1968 | 1982 | 1990 | 2006 | 2013 | 2015 | 2017 | 2019 | 2020 | 2022 |